# 普拉涅
普拉涅（法語：Plagne，法語發音：[plaɲ]）是瑞士伯恩州的一个旧市镇，位於該國中西部，面積7.48平方公里，海拔高度862米，2011年人口364，七成人口信奉基督教，人口密度每平方公里49人。2014年1月1日，普拉涅与市镇沃夫兰合并为新市镇索日。

## 外部連結
- Website of the municipality of Plagne （页面存档备份，存于）